# Викингите
„Викингите“ (на английски: Vikings) е канадско-ирландски исторически драматичен сериал, по идея на Майкъл Хърст. Премиерата му е на 3 март 2013 г. по History Channel в Канада. Приключва на 30 декември 2020 г., след като втората половина на шестия му сезон е пусната наведнъж по Prime Video в Ирландия, изпреварвайки излъчването в Канада.
Сериалът е вдъхновен от сагите за викинга Рагнар Лодброк, легендарен скандинавски герой. Описва Рагнар като земеделец, който си донася слава с успешните нападения в Англия. Превръща в скандинавски крал с подкрепата на семейството си и воините: брат му Роло, сина му Бьорн Железния и жените му – Лагерта и принцеса Аслог.

## „Викингите“ в България
В България сериалът започва излъчване на 11 януари 2015 г. по БНТ 1, всяка неделя от 20:45. На 21 ноември 2018 г. започва трети сезон. На 7 януари 2019 г. започва премиерно четвърти сезон от понеделник до сряда от 23:30 с повторение от 04:20. На 12 ноември 2020 г. започва първата половина на пети сезон, всеки делник от 22:00 и завършва на 30 ноември. На 6 декември 2021 г. започва втората половина, всеки делник от 23:30. На 17 януари 2022 г. започва първата половина на шести сезон със същото разписание и завършва на 28 януари. На 5 октомври 2022 г. започва втората половина и приключва на 17 октомври.
На 9 юни 2017 г. започва повторно по Диема, всеки делник от 21:00 с повторение от 23:50. След първи сезон е повторен и втори, който завършва на 5 юли. На 6 юли започва премиерно трети сезон и завършва на 19 юли. На 11 януари 2020 г. започва четвърти сезон, всяка събота от 22:00 по два епизода.
В дублажа на БНТ ролите се озвучават от артистите Елена Русалиева, Биляна Петринска в първи, втори и пети сезон, Ася Рачева в трети, четвърти и шести, Христо Узунов от първи до пети сезон, Мартин Герасков в шести, Калин Сърменов в първи и втори сезон, Николай Николов от трети до шести и Георги Георгиев – Гого, който в първата половина на шести сезон е заместен от Веселин Ранков. Режисьор на дублажа е Милена Живкова.
За излъчването по Диема от трети сезон дублажът е на студио Доли, а в четвърти сезон Елена Русалиева, Биляна Петринска и Калин Сърменов са заместени от Татяна Захова, Ася Рачева и Николай Николов.